# Concita De Gregorio
Concita De Gregorio, née le 16 novembre 1963 à Pise, est une journaliste et écrivain italienne. Elle a été journaliste pour La Repubblica de 1990 à 2008 et directeur de la publication pour L'Unità de 2008 à 2011.

## Biographie
Concita De Gregorio est née le 16 novembre 1963 à Pise d'une mère espagnole de Barcelone et d'un père toscan. Elle grandit dans la ville de Livourne et fait sa scolarité au lycée classique Niccolini Guerrazzi. Ensuite étudie la science politique à l'Université de Pise.
Au cours de ses études universitaires elle fait ses premiers pas comme journaliste, en travaillant d'abord pour des radios et des télévisions locales de Toscane et, à partir de 1985, pour le quotidien Il Tirreno. En 1990, elle intègre la rédaction de La Repubblica.
En 2001, elle publie le livre Non lavate questo sangue, journal des événements du sommet du G8 à Gênes, et une nouvelle pour le magazine littéraire Adelphiana. En 2006 paraît aux éditions Arnoldo Mondadori son livre Una madre lo sa, finaliste du prix Bancarella en 2007.
Le 25 avril 2010 elle reçoit le prix Renato Benedetto Fabrizi. L'année suivante paraît son essai Così è la vita.
De 2013 à 2016, elle anime l'émission de télévision littéraire Pane quotidiano, diffusée sur Rai 3.

## Œuvre

### Romans et essais
- Non lavate questo sangue. I giorni di Genova, Bari, Laterza, 2001.  (ISBN 88-420-6510-2).
- Una madre lo sa. Tutte le ombre dell'amore perfetto, Milan, Mondadori, 2006.  (ISBN 88-04-56050-9).
- Malamore. Esercizi di resistenza al dolore, Milan, Mondadori, 2008.  (ISBN 9788804583653).
- Un paese senza tempo. Fatti e figure in vent'anni di cronache italiane, Milan, Il Saggiatore, 2010.  (ISBN 9788842816577).
- Così è la vita. Imparare a dirsi addio, Turin, Einaudi, 2011.  (ISBN 9788806205843).
- Io vi maledico, Turin, Einaudi, 2013.  (ISBN 978-88-06-21549-1).
- Un giorno sull'isola. In viaggio con Lorenzo, Torino, Einaudi, 2014,  (ISBN 978-88-06-22014-3).
- Mi sa che fuori è primavera, Milano, Feltrinelli, 2015,  (ISBN 978-88-07-03158-8).
- Cosa pensano le ragazze, Torino, Einaudi, 2016,  (ISBN 978-88-06-23058-6).
- Nella notte, Milano, Feltrinelli, 2019,  (ISBN 978-88-07-03341-4).

### Préfaces
- Rosalind B. Penfold, préface de Le pantofole dell'orco. Storia di un amore crudele, Milan, Sperling & Kupfer, 2006.  (ISBN 88-200-3828-5).
- Ascanio Celestini, préface de La pecora nera. Elogio funebre del manicomio elettrico, Turin, Einaudi, 2008.  (ISBN 9788806193249).
- Oriana Fallaci, préface de Penelope alla guerra, Milan, BUR, 2009.  (ISBN 9788817032605).
- Elizabeth Lightfoot, préface de Michelle Obama. First lady della speranza, Rome, Nutrimenti, 2009.  (ISBN 9788895842233).
- Anais Ginori, préface de Pensare l'impossibile. Donne che non si arrendono, Rome, Fandango, 2010.  (ISBN 9788860441430).
- Giovanni Maria Bellu; Silvia Sanna, introduction de 100 giorni sull'isola dei cassintegrati, Nuoro, Il maestrale, 2010.  (ISBN 9788864290263).